# Psoa dubia
Psoa dubia är en skalbaggsart som först beskrevs av Rossi 1792.  Psoa dubia ingår i släktet Psoa och familjen kapuschongbaggar. Inga underarter finns listade i Catalogue of Life.